# Bóng chày tại Đại hội Thể thao châu Á 2010
Bóng chày tại Đại hội Thể thao châu Á 2010 được tổ chức tại Quảng Châu, Quảng Đông, Trung Quốc từ 13 đến 19 tháng 11 năm 2010. Cuộc thi chỉ tổ chức dành cho nam. Tất cả các trận đấu được tổ chức tại Sân bóng chày Aoti. Hàn Quốc đánh bại Trung Hoa Đài Bắc 9–3 trong trận chung kết giành huy chương vàng.

## Bảng huy chương
| Nội dung | Vàng | Bạc | Đồng |
| -------- | --- | --- | --- |
| Nam      | Bản mẫu:Lá cờIOC2 An Ji-man Cho Dong-chan Jeong Keun-woo Kim Kang-min Lee Dae-ho Son Si-hyun Choi Jeong Lee Yong-kyu Kang Jung-ho Choo Shin-soo Chong Tae-hyon Park Kyung-oan Kim Myung-sung Yoon Suk-min Im Tae-hoon Ko Chang-sung Lee Jong-wook Song Eun-bum Kang Min-ho Kim Hyun-soo Bong Jung-keun Kim Tae-kyun Yang Hyeon-jong Ryu Hyun-jin | Bản mẫu:Lá cờIOC2 Hu Chin-lung Lee Bing-yen Lin Yi-chuan Chen Yung-chi Lin Ying-chieh Lo Ching-lung Pan Wei-lun Hsiao Yi-chieh Lin Kun-sheng Kuo Yen-wen Peng Cheng-min Lin Che-hsuan Lo Kuo-hui Chen Chun-hsiu Lin Chih-sheng Kao Chih-kang Yang Chien-fu Chen Kuan-yu Chang Tai-shan Chang Chien-ming Yang Yao-hsun Lin Yi-hao Huang Chih-lung Chen Hung-wen | Bản mẫu:Lá cờIOC2 Mitsugu Kitamichi Yusuke Ueda Takuya Hashimoto Ken Kume Tomohisa Iwashita Yuichi Tabata Sho Ueno Keiji Ikebe Kenichi Yokoyama Hidenori Watanabe Yusuke Ishida Takashi Fujita Hirofumi Yamanaka Koichi Kotaka Kota Suda Daiki Enokida Manabu Mima Atsushi Kobayashi Yasuyuki Saigo Ryo Saeki Nariaki Kawasaki Toshiyuki Hayashi Hayata Ito Tsugio Abe |

## Chia bảng
| Bảng A - Trung Quốc - Nhật Bản - Mông Cổ - Sri Lanka* - Thái Lan | Bảng B - Đài Bắc Trung Hoa - Hàn Quốc - Hồng Kông - Pakistan |

* Rút lui.

## Đội
| Bản mẫu:Lá cờIOC2 | Bản mẫu:Lá cờIOC2 | Bản mẫu:Lá cờIOC2 | Bản mẫu:Lá cờIOC2 |
| --- | --- | --- | --- |
| - Yang Yang - Chen Junyi - Li Lei - Dong Shi - Zhang Yufeng - Bu Tao - Hou Fenglian - Lü Jiangang - Wang Pei - Li Ziliang - Li Hongrui - Li Shuai - Wang Chao - Cui Xiao - Hao Guochen - Chu Fujia - Jia Delong - Chen Kun - Zhang Deyang - Wang Wei - Zhang Hongbo - Lai Guojun - Lin Xiaofan - Feng Fei | - Hu Chin-lung - Lee Bing-yen - Lin Yi-chuan - Chen Yung-chi - Lin Ying-chieh - Lo Ching-lung - Pan Wei-lun - Hsiao Yi-chieh - Lin Kun-sheng - Kuo Yen-wen - Peng Cheng-min - Lin Che-hsuan - Lo Kuo-hui - Chen Chun-hsiu - Lin Chih-sheng - Kao Chih-kang - Yang Chien-fu - Chen Kuan-yu - Chang Tai-shan - Chang Chien-ming - Yang Yao-hsun - Lin Yi-hao - Huang Chih-lung - Chen Hung-wen | - Tsang Kai Kong - Gabriel Colina Au - Enroy Chiu - Nau Ching Nam - Chan Chun Wah - Ng Yuk Ming - Au Wing Leung - Wu Tsz Fung - Duncan Chau - Leung Yu Chung - Yeung Kun Hin - Kenneth Chiu - Yung Tsun Wai - Tang Shu Nin - Colin Ip - Chan Kei Wa - Li Wing Sing - Leung Ho Nam - Wu Chun Yeung - Chu Ho Yuen - Wu Tsz Tung - Tsang Kin Chung                                | - Mitsugu Kitamichi - Yusuke Ueda - Takuya Hashimoto - Ken Kume - Tomohisa Iwashita - Yuichi Tabata - Sho Ueno - Keiji Ikebe - Kenichi Yokoyama - Hidenori Watanabe - Yusuke Ishida - Takashi Fujita - Hirofumi Yamanaka - Koichi Kotaka - Kota Suda - Daiki Enokida - Manabu Mima - Atsushi Kobayashi - Yasuyuki Saigo - Ryo Saeki - Nariaki Kawasaki - Toshiyuki Hayashi - Hayata Ito - Tsugio Abe                                                                                                 |
| Bản mẫu:Lá cờIOC2 | Bản mẫu:Lá cờIOC2 | Bản mẫu:Lá cờIOC2 | Bản mẫu:Lá cờIOC2 |
| - Tsogttsembeliin Javkhlan - Batboldyn Khatanbaatar - Tömörkhuyagiin Davaa-Ochir - Battulgyn Uuganmyagmar - Nergüin Baasandorj - Gankhuyagiin Khüreltulga - Oyuunbaataryn Tamir - Saintsogtyn Chinbat - Ganbaataryn Shijir - Batsükhiin Baasandorj - Shagdaryn Otgonbayar - Chültemiin Mönkhsaikhan       | - Zaheer Bashir - Muhammad Usman Azam - Zubair Nawaz - Muhammad Asif Mushtaq - Muhammad Asif - Muhammad Sumair Zawar - Mussdiq Hanif - Imtiaz Ali - Muhammad Usman - Zafar Iqbal - Muhammad Iftikhar - Sarfraz Ahmed - Arshad Khan - Saleem Haider - Ihsanullah - Dur-i-Hussain - Umair Imdad Bhatti - Muhammad Farooq Khan                                                                  | - An Ji-man - Cho Dong-chan - Jeong Keun-woo - Kim Kang-min - Lee Dae-ho - Son Si-hyun - Choi Jeong - Lee Yong-kyu - Kang Jung-ho - Choo Shin-soo - Chong Tae-hyon - Park Kyung-oan - Kim Myung-sung - Yoon Suk-min - Im Tae-hoon - Ko Chang-sung - Lee Jong-wook - Song Eun-bum - Kang Min-ho - Kim Hyun-soo - Bong Jung-keun - Kim Tae-kyun - Yang Hyeon-jong - Ryu Hyun-jin | - Putiporn Chawala - Bongkot Ananthanasan - Jittiphong Chong-on - Adichat Wongvichit - Sek Sitthikaew - Apichat Ngamying - Nirun Jaroenkitsiriwong - Somsak Sarnwit - Jirapod Srisaipet - Chidsanu Janrak - Anukul Sudsawad - Siraphop Nadee - Nattapong Sampahangsit - Teerasak Kongsabai - Sanyalak Pipatpinyo - Chanatip Thongbai - Nattapong Meeboonrod - Thongthana Siraputtidech - Suratit Faengsup - Yannapat Arpornsiri - Wissaroot Sihamat - Kamolphan Kanjanavisut - Chaiyot Sirintharanon |

## Kết quả
Tất cả theo giờ chuẩn Trung Quốc (UTC+08:00)

### Vòng loại

#### Bảng A
| Đội        | Pld | W | L | RF | RA | Pct   |
| ---------- | --- | - | - | -- | -- | ----- |
| Nhật Bản   | 3   | 3 | 0 | 45 | 0  | 1.000 |
| Trung Quốc | 3   | 2 | 1 | 22 | 3  | 0.667 |
| Thái Lan   | 3   | 1 | 2 | 25 | 25 | 0.333 |
| Mông Cổ    | 3   | 0 | 3 | 0  | 64 | 0.000 |

| 13 tháng 11 12:00 | Nhật Bản           | 18–0 (F/5) | Thái Lan                   | Sân bóng chày Aoti, Quảng Châu Số khán giả: 350 Trọng tài: Yang Jianxiang (CHN) |
| 13 tháng 11 12:00 | WP: Takashi Fujita |            | LP: Kamolphan Kanjanavisut | Sân bóng chày Aoti, Quảng Châu Số khán giả: 350 Trọng tài: Yang Jianxiang (CHN) |

| Đội      | 1  | 2 | 3 | 4 | 5 | 6 | 7 | 8 | 9 | R  | H  | E |
| -------- | -- | - | - | - | - | - | - | - | - | -- | -- | - |
| Thái Lan | 0  | 0 | 0 | 0 | 0 | — | — | — | — | 0  | 0  | 0 |
| Nhật Bản | 10 | 5 | 3 | 0 | X | — | — | — | — | 18 | 20 | 0 |

| 14 tháng 11 12:00 | Trung Quốc      | 15–0 (F/5) | Mông Cổ                    | Sân bóng chày Aoti, Quảng Châu Số khán giả: 300 Trọng tài: Kim Chan-kyun (KOR) |
| 14 tháng 11 12:00 | WP: Lü Jiangang |            | LP: Batboldyn Khatanbaatar | Sân bóng chày Aoti, Quảng Châu Số khán giả: 300 Trọng tài: Kim Chan-kyun (KOR) |

| Đội        | 1 | 2 | 3 | 4 | 5 | 6 | 7 | 8 | 9 | R  | H  | E |
| ---------- | - | - | - | - | - | - | - | - | - | -- | -- | - |
| Mông Cổ    | 0 | 0 | 0 | 0 | 0 | — | — | — | — | 0  | 1  | 4 |
| Trung Quốc | 4 | 9 | 1 | 0 | 1 | — | — | — | — | 15 | 10 | 0 |

| 15 tháng 11 13:00 | Thái Lan           | 25–0 (F/5) | Mông Cổ                     | Sân bóng chày Aoti, Quảng Châu Số khán giả: 103 Trọng tài: Hung Fan-chung (TPE) |
| 15 tháng 11 13:00 | WP: Siraphop Nadee |            | LP: Chültemiin Mönkhsaikhan | Sân bóng chày Aoti, Quảng Châu Số khán giả: 103 Trọng tài: Hung Fan-chung (TPE) |

| Đội      | 1 | 2 | 3 | 4  | 5 | 6 | 7 | 8 | 9 | R  | H  | E |
| -------- | - | - | - | -- | - | - | - | - | - | -- | -- | - |
| Mông Cổ  | 0 | 0 | 0 | 0  | 0 | — | — | — | — | 0  | 2  | 4 |
| Thái Lan | 1 | 5 | 4 | 15 | X | — | — | — | — | 25 | 20 | 1 |

| 15 tháng 11 18:00 | Nhật Bản                  | 3–0 | Trung Quốc   | Sân bóng chày Aoti, Quảng Châu Số khán giả: 780 Trọng tài: Hsieh Liang-kuei (TPE) |
| 15 tháng 11 18:00 | WP: Hirofumi Yamanaka     |     | LP: Li Shuai | Sân bóng chày Aoti, Quảng Châu Số khán giả: 780 Trọng tài: Hsieh Liang-kuei (TPE) |
| 15 tháng 11 18:00 | HR: Toshiyuki Hayashi (1) |     |              | Sân bóng chày Aoti, Quảng Châu Số khán giả: 780 Trọng tài: Hsieh Liang-kuei (TPE) |

| Đội        | 1 | 2 | 3 | 4 | 5 | 6 | 7 | 8 | 9 | R | H | E |
| ---------- | - | - | - | - | - | - | - | - | - | - | - | - |
| Trung Quốc | 0 | 0 | 0 | 0 | 0 | 0 | 0 | 0 | 0 | 0 | 8 | 0 |
| Nhật Bản   | 0 | 0 | 0 | 0 | 0 | 0 | 0 | 3 | X | 3 | 8 | 0 |

| 16 tháng 11 13:00 | Mông Cổ                | 0–24 (F/5) | Nhật Bản          | Sân bóng chày Aoti, Quảng Châu Số khán giả: 250 Trọng tài: Li Weigeng (CHN) |
| 16 tháng 11 13:00 | LP: Ganbaataryn Shijir |            | WP: Yusuke Ishida | Sân bóng chày Aoti, Quảng Châu Số khán giả: 250 Trọng tài: Li Weigeng (CHN) |

| Đội      | 1 | 2  | 3 | 4 | 5 | 6 | 7 | 8 | 9 | R  | H  | E |
| -------- | - | -- | - | - | - | - | - | - | - | -- | -- | - |
| Nhật Bản | 7 | 15 | 0 | 1 | 1 | — | — | — | — | 24 | 21 | 0 |
| Mông Cổ  | 0 | 0  | 0 | 0 | 0 | — | — | — | — | 0  | 0  | 2 |

| 16 tháng 11 18:00 | Trung Quốc | 7–0 | Thái Lan                 | Sân bóng chày Aoti, Quảng Châu Số khán giả: 680 Trọng tài: Jonathan Wong (HKG) |
| 16 tháng 11 18:00 | WP: Bu Tao |     | LP: Nattapong Meeboonrod | Sân bóng chày Aoti, Quảng Châu Số khán giả: 680 Trọng tài: Jonathan Wong (HKG) |

| Đội        | 1 | 2 | 3 | 4 | 5 | 6 | 7 | 8 | 9 | R | H  | E |
| ---------- | - | - | - | - | - | - | - | - | - | - | -- | - |
| Thái Lan   | 0 | 0 | 0 | 0 | 0 | 0 | 0 | 0 | 0 | 0 | 5  | 1 |
| Trung Quốc | 0 | 2 | 3 | 2 | 0 | 0 | 0 | 0 | X | 7 | 12 | 0 |

#### Bảng B
| Đội               | Pld | W | L | RF | RA | Pct   |
| ----------------- | --- | - | - | -- | -- | ----- |
| Hàn Quốc          | 3   | 3 | 0 | 38 | 1  | 1.000 |
| Đài Bắc Trung Hoa | 3   | 2 | 1 | 28 | 7  | 0.667 |
| Pakistan          | 3   | 1 | 2 | 6  | 31 | 0.333 |
| Hồng Kông         | 3   | 0 | 3 | 3  | 36 | 0.000 |

| 13 tháng 11 13:00 | Hồng Kông          | 3–5 | Pakistan       | Sân bóng chày Aoti, Quảng Châu Số khán giả: 450 Trọng tài: Kwon Young-ik (KOR) |
| 13 tháng 11 13:00 | LP: Leung Yu Chung |     | WP: Ihsanullah | Sân bóng chày Aoti, Quảng Châu Số khán giả: 450 Trọng tài: Kwon Young-ik (KOR) |

| Đội       | 1 | 2 | 3 | 4 | 5 | 6 | 7 | 8 | 9 | R | H  | E |
| --------- | - | - | - | - | - | - | - | - | - | - | -- | - |
| Pakistan  | 0 | 0 | 0 | 0 | 0 | 1 | 1 | 0 | 3 | 5 | 11 | 1 |
| Hồng Kông | 0 | 0 | 1 | 0 | 2 | 0 | 0 | 0 | 0 | 3 | 5  | 4 |

| 13 tháng 11 18:00 | Hàn Quốc              | 6–1 | Đài Bắc Trung Hoa | Sân bóng chày Aoti, Quảng Châu Số khán giả: 665 Trọng tài: Seiichi Hayashi (JPN) |
| 13 tháng 11 18:00 | WP: Ryu Hyun-jin      |     | LP: Lin Yi-hao    | Sân bóng chày Aoti, Quảng Châu Số khán giả: 665 Trọng tài: Seiichi Hayashi (JPN) |
| 13 tháng 11 18:00 | HR: Choo Shin-soo (2) |     |                   | Sân bóng chày Aoti, Quảng Châu Số khán giả: 665 Trọng tài: Seiichi Hayashi (JPN) |

| Đội               | 1 | 2 | 3 | 4 | 5 | 6 | 7 | 8 | 9 | R | H  | E |
| ----------------- | - | - | - | - | - | - | - | - | - | - | -- | - |
| Đài Bắc Trung Hoa | 0 | 0 | 0 | 0 | 0 | 1 | 0 | 0 | 0 | 1 | 7  | 1 |
| Hàn Quốc          | 2 | 0 | 2 | 0 | 0 | 2 | 0 | 0 | X | 6 | 10 | 0 |

| 14 tháng 11 13:00 | Đài Bắc Trung Hoa     | 11–1 (F/8) | Pakistan          | Sân bóng chày Aoti, Quảng Châu Số khán giả: 350 Trọng tài: Chen Minggao (CHN) |
| 14 tháng 11 13:00 | WP: Pan Wei-lun       |            | LP: Muhammad Asif | Sân bóng chày Aoti, Quảng Châu Số khán giả: 350 Trọng tài: Chen Minggao (CHN) |
| 14 tháng 11 13:00 | HR: Chen Yung-chi (1) |            |                   | Sân bóng chày Aoti, Quảng Châu Số khán giả: 350 Trọng tài: Chen Minggao (CHN) |

| Đội               | 1 | 2 | 3 | 4 | 5 | 6 | 7 | 8 | 9 | R  | H  | E |
| ----------------- | - | - | - | - | - | - | - | - | - | -- | -- | - |
| Pakistan          | 0 | 0 | 0 | 0 | 0 | 0 | 0 | 1 | — | 1  | 4  | 7 |
| Đài Bắc Trung Hoa | 0 | 1 | 2 | 3 | 0 | 3 | 0 | 2 | — | 11 | 12 | 0 |

| 14 tháng 11 18:00 | Hàn Quốc             | 15–0 (F/6) | Hồng Kông       | Sân bóng chày Aoti, Quảng Châu Số khán giả: 400 Trọng tài: Takanori Suzuki (JPN) |
| 14 tháng 11 18:00 | WP: Im Tae-hoon      |            | LP: Duncan Chau | Sân bóng chày Aoti, Quảng Châu Số khán giả: 400 Trọng tài: Takanori Suzuki (JPN) |
| 14 tháng 11 18:00 | HR: Kang Jung-ho (1) |            |                 | Sân bóng chày Aoti, Quảng Châu Số khán giả: 400 Trọng tài: Takanori Suzuki (JPN) |

| Đội       | 1 | 2 | 3 | 4 | 5 | 6 | 7 | 8 | 9 | R  | H  | E |
| --------- | - | - | - | - | - | - | - | - | - | -- | -- | - |
| Hồng Kông | 0 | 0 | 0 | 0 | 0 | 0 | — | — | — | 0  | 3  | 2 |
| Hàn Quốc  | 0 | 3 | 0 | 2 | 4 | 6 | — | — | — | 15 | 12 | 0 |

| 15 tháng 11 12:00 | Đài Bắc Trung Hoa    | 16–0 (F/5) | Hồng Kông        | Sân bóng chày Aoti, Quảng Châu Số khán giả: 420 Trọng tài: Li Yulu (CHN) |
| 15 tháng 11 12:00 | WP: Lin Ying-chieh   |            | LP: Kenneth Chiu | Sân bóng chày Aoti, Quảng Châu Số khán giả: 420 Trọng tài: Li Yulu (CHN) |
| 15 tháng 11 12:00 | HR: Lin Yi-chuan (1) |            |                  | Sân bóng chày Aoti, Quảng Châu Số khán giả: 420 Trọng tài: Li Yulu (CHN) |

| Đội               | 1 | 2 | 3 | 4 | 5 | 6 | 7 | 8 | 9 | R  | H  | E |
| ----------------- | - | - | - | - | - | - | - | - | - | -- | -- | - |
| Hồng Kông         | 0 | 0 | 0 | 0 | 0 | — | — | — | — | 0  | 4  | 1 |
| Đài Bắc Trung Hoa | 3 | 3 | 4 | 6 | X | — | — | — | — | 16 | 11 | 0 |

| 16 tháng 11 12:00 | Pakistan          | 0–17 (F/5) | Hàn Quốc           | Sân bóng chày Aoti, Quảng Châu Số khán giả: 450 Trọng tài: Zhu Sheng (CHN) |
| 16 tháng 11 12:00 | LP: Saleem Haider |            | WP: Kim Myung-sung | Sân bóng chày Aoti, Quảng Châu Số khán giả: 450 Trọng tài: Zhu Sheng (CHN) |

| Đội      | 1 | 2 | 3 | 4 | 5 | 6 | 7 | 8 | 9 | R  | H  | E |
| -------- | - | - | - | - | - | - | - | - | - | -- | -- | - |
| Hàn Quốc | 3 | 4 | 1 | 0 | 9 | — | — | — | — | 17 | 15 | 1 |
| Pakistan | 0 | 0 | 0 | 0 | 0 | — | — | — | — | 0  | 2  | 4 |

### Chung kết
|  | Bán kết                  | Bán kết  |                       |   | Tranh huy chương vàng | Tranh huy chương vàng |
|  |                          |          |                       |   |                       |                       |
|  | 18 November              |          |                       |   |                       |                       |
|  |                          |          |                       |   |                       |                       |
|  | Nhật Bản                 | 3        |                       |   |                       |                       |
|  | Nhật Bản                 | 3        | 19 November           |   |                       |                       |
|  | Đài Bắc Trung Hoa (F/10) | 4        |                       |   |                       |                       |
|  | Đài Bắc Trung Hoa (F/10) | 4        | Đài Bắc Trung Hoa     | 3 |                       |                       |
|  | 18 November              |          | Đài Bắc Trung Hoa     | 3 |                       |                       |
|  |                          | Hàn Quốc | 9                     |   |                       |                       |
|  | Hàn Quốc                 | Hàn Quốc | 9                     | 7 |                       |                       |
|  | Hàn Quốc                 |          |                       | 7 |                       |                       |
|  | Trung Quốc               | 1        |                       |   |                       |                       |
|  | Trung Quốc               | 1        | Tranh huy chương đồng |   |                       |                       |
|  |                          |          |                       |   |                       |                       |
|  | 19 November              |          |                       |   |                       |                       |
|  |                          |          |                       |   |                       |                       |
|  | Nhật Bản                 | 6        |                       |   |                       |                       |
|  | Nhật Bản                 | 6        |                       |   |                       |                       |
|  | Trung Quốc               | 2        |                       |   |                       |                       |

#### Bán kết
| 18 tháng 11 12:00 | Hàn Quốc              | 7–1 | Trung Quốc      | Sân bóng chày Aoti, Quảng Châu Số khán giả: 1,350 Trọng tài: Takanori Suzuki (JPN) |
| 18 tháng 11 12:00 | WP: Yang Hyeon-jong   |     | LP: Lü Jiangang | Sân bóng chày Aoti, Quảng Châu Số khán giả: 1,350 Trọng tài: Takanori Suzuki (JPN) |
| 18 tháng 11 12:00 | HR: Choo Shin-soo (1) |     |                 | Sân bóng chày Aoti, Quảng Châu Số khán giả: 1,350 Trọng tài: Takanori Suzuki (JPN) |

| Đội        | 1 | 2 | 3 | 4 | 5 | 6 | 7 | 8 | 9 | R | H  | E |
| ---------- | - | - | - | - | - | - | - | - | - | - | -- | - |
| Trung Quốc | 0 | 0 | 1 | 0 | 0 | 0 | 0 | 0 | 0 | 1 | 4  | 1 |
| Hàn Quốc   | 0 | 2 | 1 | 0 | 3 | 0 | 1 | 0 | X | 7 | 10 | 0 |

| 18 tháng 11 18:00 | Nhật Bản                  | 3–4 (F/10)             | Đài Bắc Trung Hoa | Sân bóng chày Aoti, Quảng Châu Số khán giả: 2,600 Trọng tài: Kim Chan-kyun (KOR) |
| 18 tháng 11 18:00 | LP: Atsushi Kobayashi     |                        | WP: Yang Yao-hsun | Sân bóng chày Aoti, Quảng Châu Số khán giả: 2,600 Trọng tài: Kim Chan-kyun (KOR) |
| 18 tháng 11 18:00 | HR: Toshiyuki Hayashi (1) | HR: Lin Chih-sheng (1) |                   | Sân bóng chày Aoti, Quảng Châu Số khán giả: 2,600 Trọng tài: Kim Chan-kyun (KOR) |

| Đội               | 1 | 2 | 3 | 4 | 5 | 6 | 7 | 8 | 9 | 10 | R | H  | E |
| ----------------- | - | - | - | - | - | - | - | - | - | -- | - | -- | - |
| Đài Bắc Trung Hoa | 0 | 0 | 0 | 2 | 0 | 1 | 0 | 0 | 0 | 1  | 4 | 11 | 1 |
| Nhật Bản          | 0 | 0 | 0 | 0 | 0 | 0 | 0 | 0 | 3 | 0  | 3 | 7  | 0 |

#### Tranh huy chương đồng
| 19 tháng 11 12:00 | Nhật Bản      | 6–2 | Trung Quốc   | Sân bóng chày Aoti, Quảng Châu Số khán giả: 900 Trọng tài: Hsieh Liang-kuei (TPE) |
| 19 tháng 11 12:00 | WP: Kota Suda |     | LP: Wang Pei | Sân bóng chày Aoti, Quảng Châu Số khán giả: 900 Trọng tài: Hsieh Liang-kuei (TPE) |

| Đội        | 1 | 2 | 3 | 4 | 5 | 6 | 7 | 8 | 9 | R | H | E |
| ---------- | - | - | - | - | - | - | - | - | - | - | - | - |
| Trung Quốc | 0 | 0 | 0 | 0 | 2 | 0 | 0 | 0 | 0 | 2 | 8 | 0 |
| Nhật Bản   | 5 | 1 | 0 | 0 | 0 | 0 | 0 | 0 | X | 6 | 9 | 0 |

#### Tranh huy chương vàng
| 19 tháng 11 18:00 | Đài Bắc Trung Hoa                    | 3–9 | Hàn Quốc         | Sân bóng chày Aoti, Quảng Châu Số khán giả: 3,500 Trọng tài: Seiichi Hayashi (JPN) |
| 19 tháng 11 18:00 | LP: Pan Wei-lun                      |     | WP: Yoon Suk-min | Sân bóng chày Aoti, Quảng Châu Số khán giả: 3,500 Trọng tài: Seiichi Hayashi (JPN) |
| 19 tháng 11 18:00 | HR: Lee Dae-ho (1), Kang Jung-ho (2) |     |                  | Sân bóng chày Aoti, Quảng Châu Số khán giả: 3,500 Trọng tài: Seiichi Hayashi (JPN) |

| Đội               | 1 | 2 | 3 | 4 | 5 | 6 | 7 | 8 | 9 | R | H  | E |
| ----------------- | - | - | - | - | - | - | - | - | - | - | -- | - |
| Hàn Quốc          | 1 | 1 | 4 | 0 | 0 | 0 | 1 | 0 | 2 | 9 | 17 | 2 |
| Đài Bắc Trung Hoa | 1 | 0 | 0 | 2 | 0 | 0 | 0 | 0 | 0 | 3 | 8  | 1 |

## Kết quả cuối
| Hạng | Đội               | Pld | W | L |
| ---- | ----------------- | --- | - | - |
| 1    | Hàn Quốc          | 5   | 5 | 0 |
| 2    | Đài Bắc Trung Hoa | 5   | 3 | 2 |
| 3    | Nhật Bản          | 5   | 4 | 1 |
| 4    | Trung Quốc        | 5   | 2 | 3 |
| 5    | Pakistan          | 3   | 1 | 2 |
| 5    | Thái Lan          | 3   | 1 | 2 |
| 7    | Hồng Kông         | 3   | 0 | 3 |
| 7    | Mông Cổ           | 3   | 0 | 3 |